# 塗山氏女
塗山氏女（とざんしのむすめ）は、夏の禹の妃で、啓の母。名は女嬌、女趫、女憍ともいう。
塗山氏の長女として生まれた。塗山は寿春の東北にあった国という。禹は辛の日に塗山氏をめとったが、4日後の甲の日には黄河の治水のために家を出てしまい、帰ってこなくなった。啓が生まれても、禹は子育てに協力しようとしなかった。塗山氏はひとりで家の留守を預かり、啓を教育した。
695年（証聖元年）、武則天により塗山氏は玉京太后と追号された。

## 塗山氏と九尾狐

### 起源と神話伝承
中国神話や民間伝承において、塗山氏と九尾の狐は深い関わりを持つ存在である。古代の図騰信仰から後世の文学・映画作品まで、その関係性は「祥瑞の象徴」から「妖狐」へと変遷し、東アジアの妖怪文化に多大な影響を与えた。

#### 大禹と塗山女嬌の伝説
九尾狐と塗山氏の結びつきは、夏王朝の始祖・禹（う）の婚姻伝説に遡る。『呉越春秋』によれば、禹が30歳で未娶だった時、塗山（現河南省嵩県付近）で九尾の白狐に出会う。これを「王者の証」とする祥瑞と解し、塗山氏の娘・女嬌（じょきょう）を娶ったとされる。
この故事では、九尾狐は「子孫繁栄」「王朝興隆」の象徴とされ、塗山氏族の図騰（トーテム）であったと考えられている。後世の解釈では、女嬌自身が九尾狐の化身とも伝えられる（例：清代小説『九尾狐』）。

#### 歌謡と信仰
塗山氏族は九尾狐を讃える歌「綏綏白狐、九尾龐龐（すいすいはくこ、きゅうびほうほう）」を伝承。歌詞には「家を成せば我が都は栄える」とあり、婚姻の吉兆としての役割が強調される。

### 図騰としての九尾狐
塗山氏は古代中国の部族集団で、九尾狐を祖先神または守護神と崇拝した。以下の特徴が指摘される：後世の妖怪や狐仙は「塗山の末裔」と名乗り、正統性を主張（例：清代『聊斎志異』で狐の老翁が「我は塗山氏の苗裔なり」と述べる）。

#### 他氏族との対比
純狐氏：羿（げい）の妃・純狐は姦通の汚名を着せられ、悪役として描かれる（『楚辞・天問』）。
有蘇氏：妲己（だっき）は『封神演義』で悪女とされ、九尾狐の妖性と結びつけられた。
塗山氏の九尾狐は「婚姻の守護」「王室の繁栄」という瑞獣的側面で他の狐族と差別化される。